# Cimetière d'Oulu
Le cimetière d'Oulu (en finnois : Oulun hautausmaa) est situé à dans le quartier de Intiö à Oulu en Finlande.

## Présentation
Le cimetière est inauguré en 1781 par le vicaire Carl Henrik Ståhle.
Le cimetière sera alors connu sous le nom de Ståhleborg, la partie la plus ancienne est toujours appelée avec cet ancien nom.
Le cimetière comprend une carré  militaire pour les soldats tombés au cours de la seconde Guerre mondiale.
La zone des sépultures de soldats et du monument aux morts a été inaugurée en septembre 1952.
Le monument aux morts intitulé La bataille est terminée' (finnois : Taistelu on päättynyt), est sculptée par Oskari Jauhiainen.
Le cimetière à deux chapelles funéraires: l'ancienne chapelle  conçue par Otto F. Holm est construite en 1923 et est située dans l'ancienne section.
La nouvelle chapelle conçue par Seppo Valjus est construite en 1972-173. Le crématorium est situé dans le bâtiment de la nouvelle chapelle.

## Personnalités reposant au cimetière
- Arvo Alanne, journaliste,
- Katri Antell, entrepreneur
- Johan Gustav Bergbom, industriel
- Edvard Wilhelm Borg, écrivain
- Östen Elfving, ministre, ambassadeur,
- Johan Franzén, Armateur,
- Kyösti Haataja, professeur
- Gustav Hautamäki, secrétaire du  Parti du centre,
- Aarne Heikinheim, Général
- Uki Heikkinen, architecte, professeur
- Isak Kaitera, activiste du Mouvement de Lapua
- Into Kangas, rédacteur en chef,
- Otto Karhi, homme politique
- Ahti Karjalainen, compositeur, chef d'orchestre
- Konrad Kivekäs, rédacteur en chef,
- Aukusti Koivisto, peintre
- Pentti Koivisto, peintre,
- Yrjö Koivukari, enseignant, éditeur, écrivain
- Väinö Kokko, journaliste, député
- Robert Wilhelm Lagerborg, gouverneur de la province d'Oulu
- Uuno Laukka, photographe
- Kaarlo Johannes Leinonen, évêque du diocèse de Oulu
- Paavo Leinonen, peintre
- Ina Liljeqvist, photographe
- Taavetti Lukkarinen, contremaître pendu pour trahison
- Frans Wilhelm Lüchow, architecte
- Alice Lyly, acteur, metteur en scène,
- Juho Mannermaa, évêque du diocèse de Oulu
- Eero Niilo Manninen, lieutenant-colonel,
- Yrjö Murto, député, ministre
- Yrjö Mäkelin], journal et homme politique
- Viljo Mäkipuro, éditeur, auteur
- Juho Mäkelä, peintre
- Kalle Määttä, gouverneur de la province d'Oulu
- Arvo Mörö, Chevallier de la Croix de Mannerheim
- Karl Nickul, chercheur
- Viljo Nissilä, professeur
- Otto Nyberg, lieutenant-colonel et gouverneur de la province d'Oulu
- Oskar Nylander, peintre
- Valde Näsi, rédacteur en chef
- Teuvo Pakkala, écrivain
- Samuli Paulaharju, écrivain
- Eero Yrjö Pehkonen, gouverneur de la province d'Oulu
- Ilmo Pihkala, peintre, plasticien et graphiste
- Johan Polviander, juge
- Juho Raappana, fondateur du journal Kaleva
- Juho Ranta, compositeur, journaliste
- Otto Ravander, capitaine de marine marchande,
- Esko Riekki, membre de la police secrète
- Mauno Rosendal, homme politique, enseignant
- Niilo Ryhtä, gouverneur de la province d'Oulu
- Ensio Siilasvuo, général,
- Hjalmar Siilasvuo,  chevalier de la croix de Mannerheim
- Maria Silfvan-Westerlund, actrice
- Aapo Similä, chanteur, compositeur, musicien et ecrivain
- Martti Similä, compositeur, chef d'orchestre,
- Gustaf Skinnari, marin,
- Johan Wilhelm Snellman Gerhardsson, conseiller commercial,
- L. A. Syväri, docteur,
- Max Söderman, philosophe, ancien combattant
- Martti Tarvainen, sculpteur et peintre
- Jaakko Tervo, éditeur, écrivain
- Mikael Toppelius, peintre d'église
- Jamppa Tuominen], chanteur
- Erkki Tuomikoski, enseignant, écrivain, éditeur
- Tauno Tönning, conseiller en bâtiment
- Tatu Vaaskivi, écrivain
- Maria Danger, écrivain
- Veikko Wainio, enseignant, écrivain, député
- Yrjö Wallinmaa, évêque du diocèse de Oulu
- Hemming Åström, homme d'affaires
- Karl Robert Åström, homme d'affaires

## Galerie

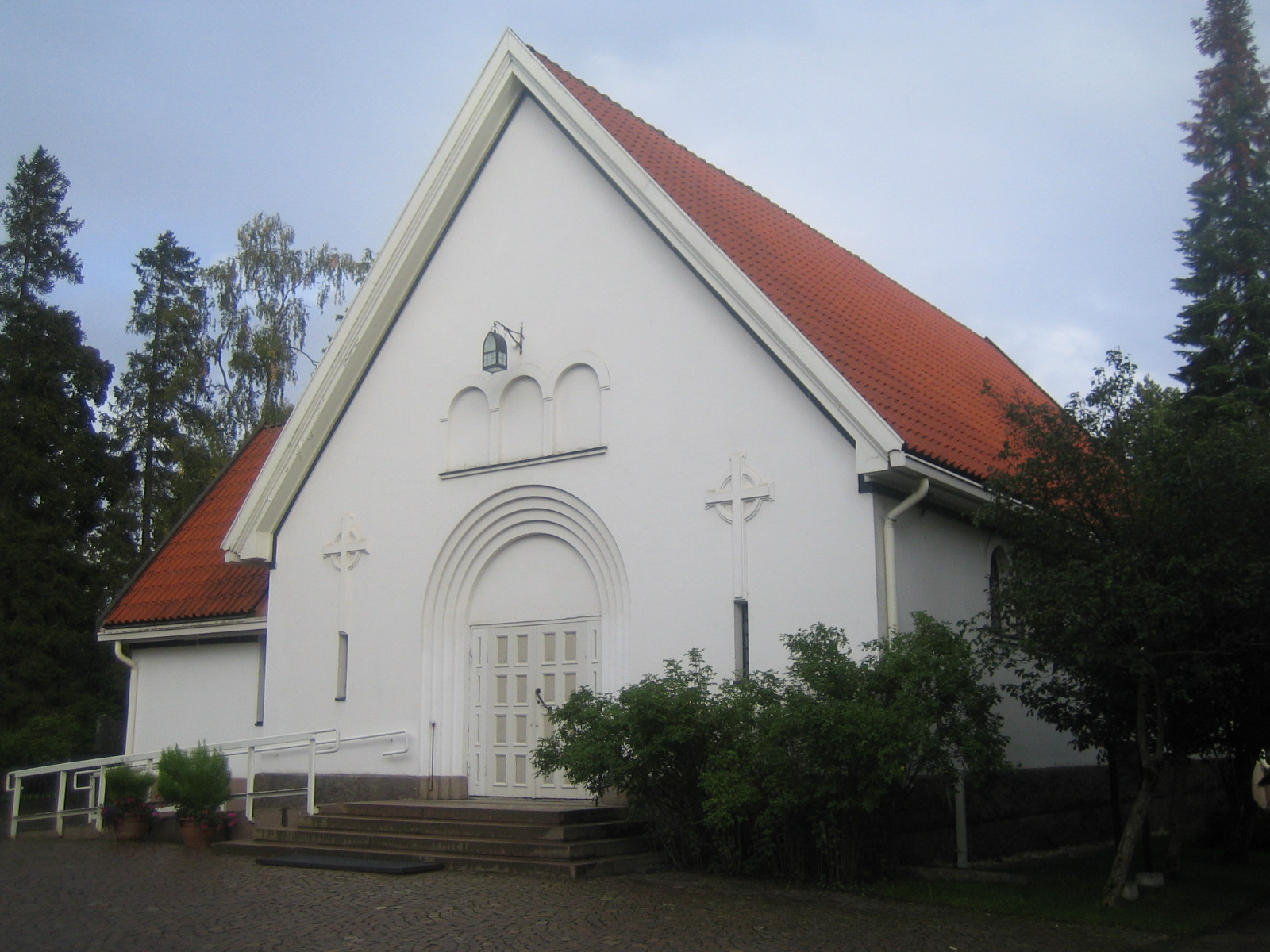
L'ancienne chapelle funéraire.
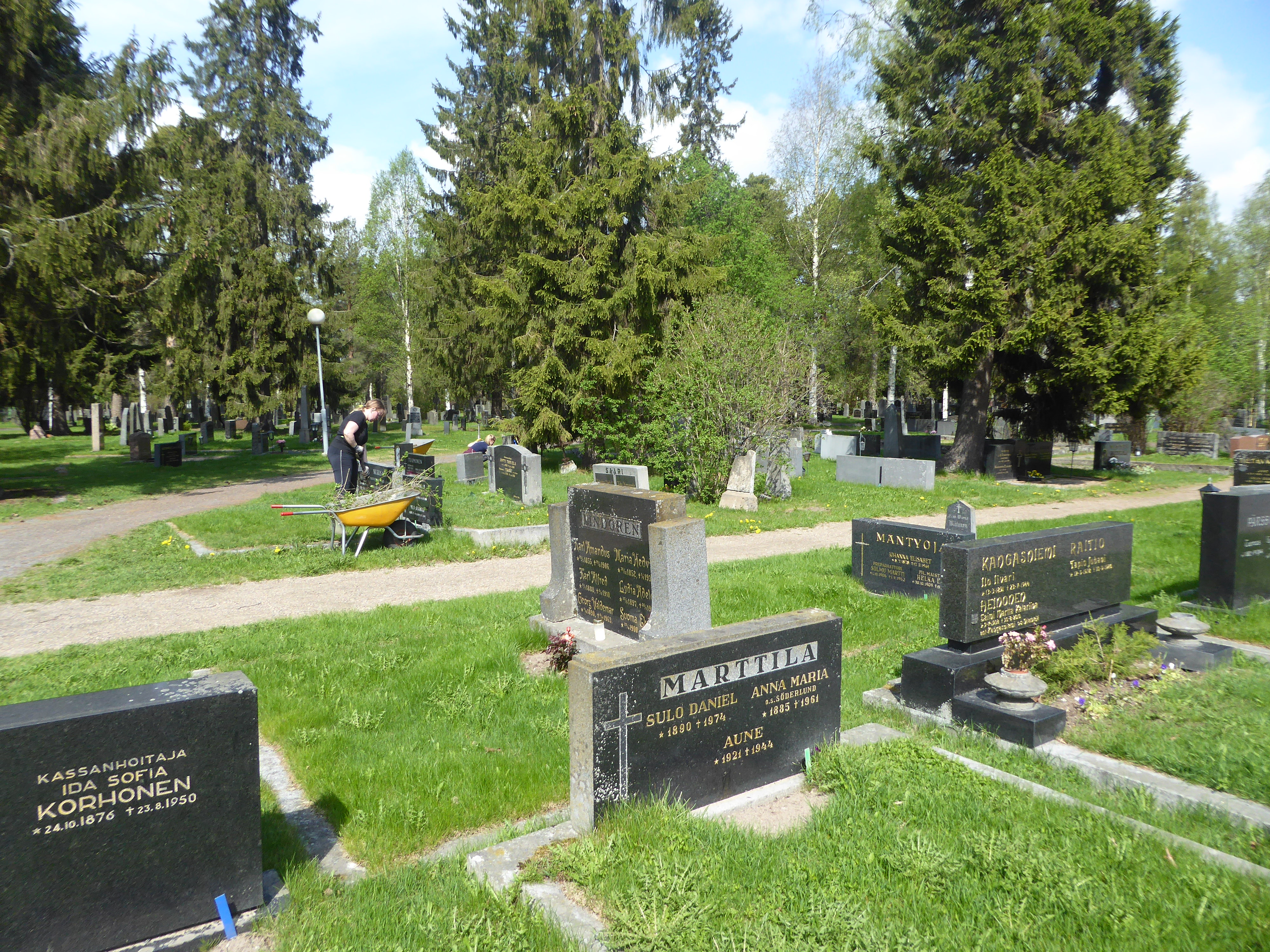

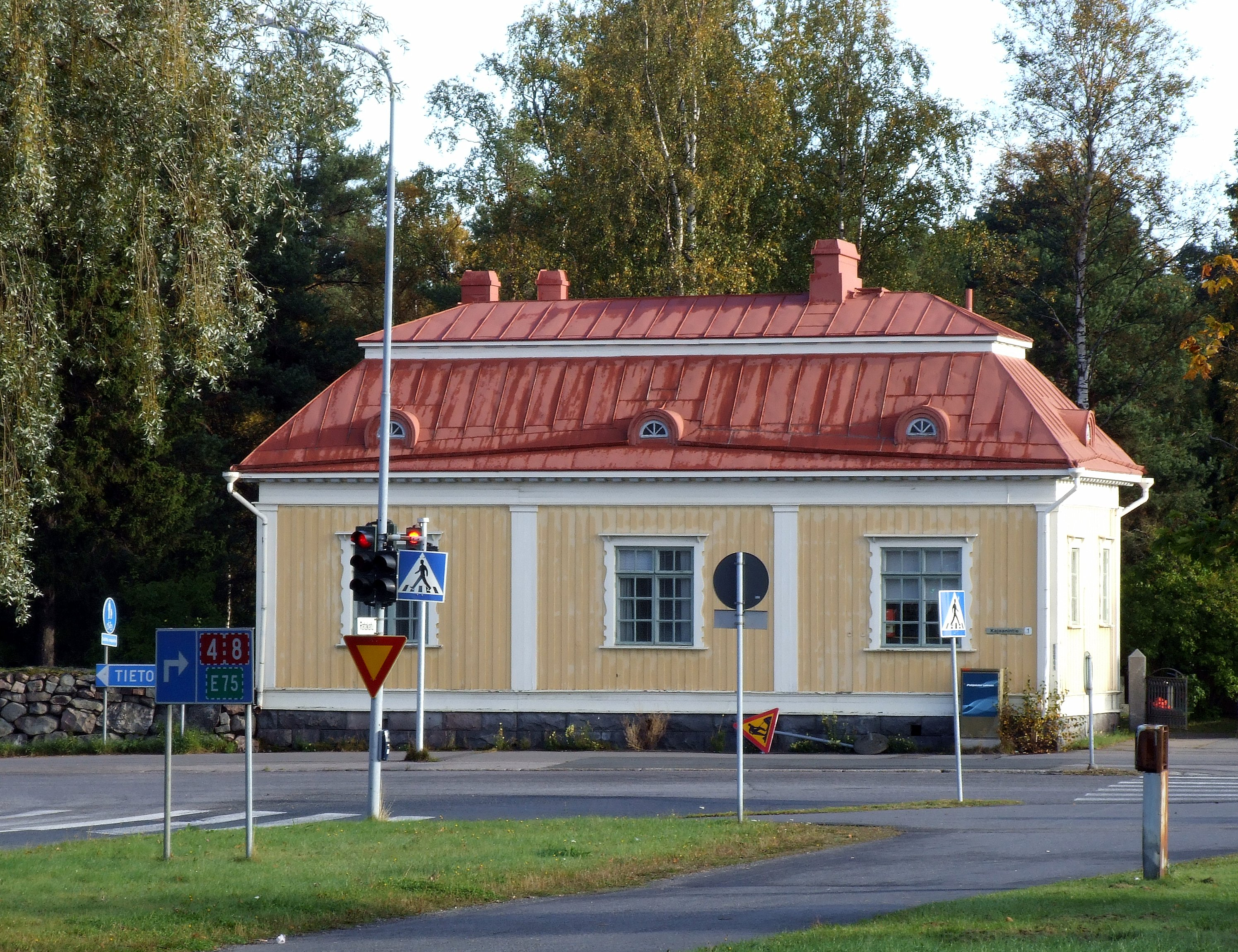
Salle funéraire.
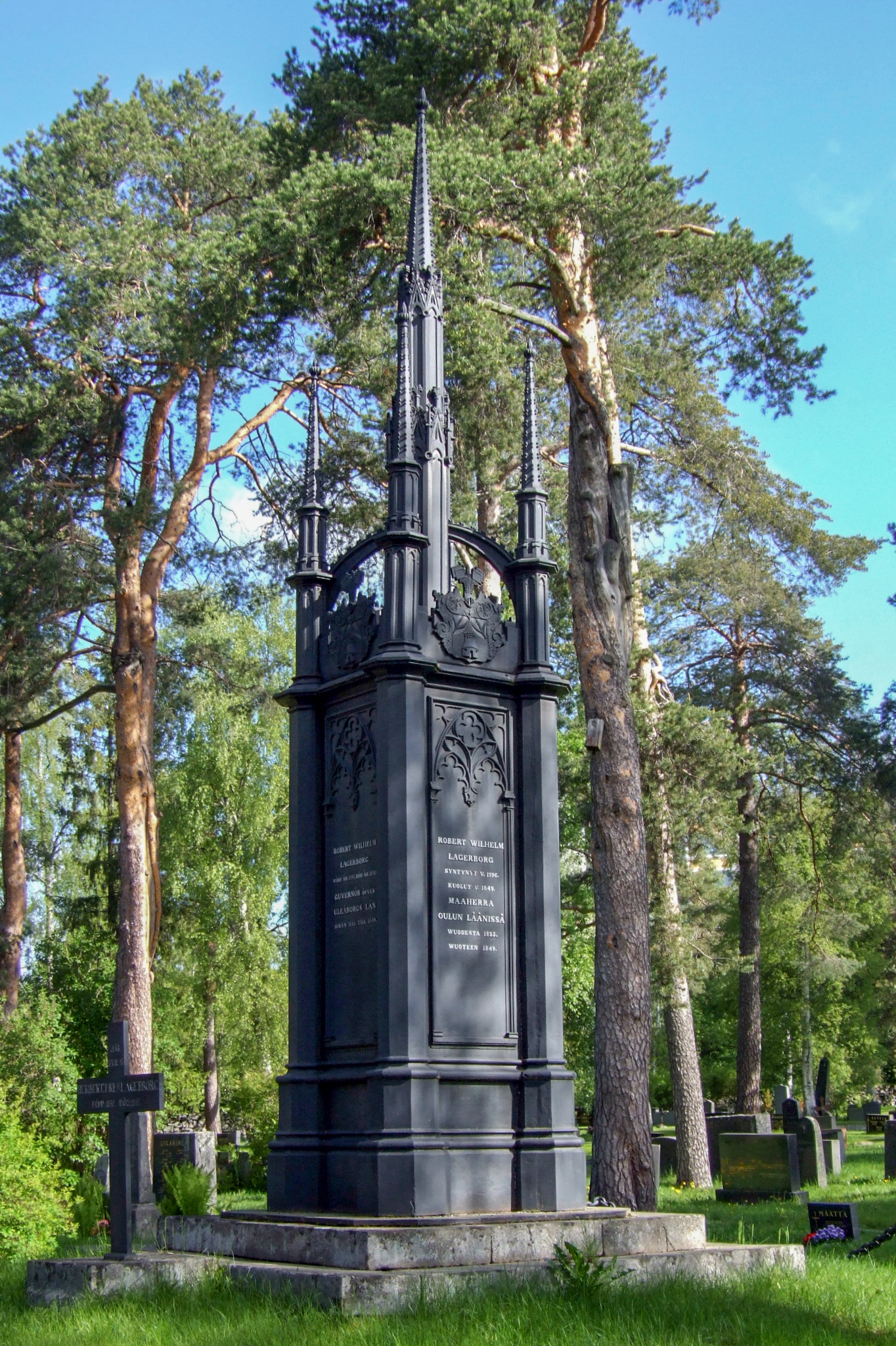
Mémorial à Robert Wilhelm Lagerborg.
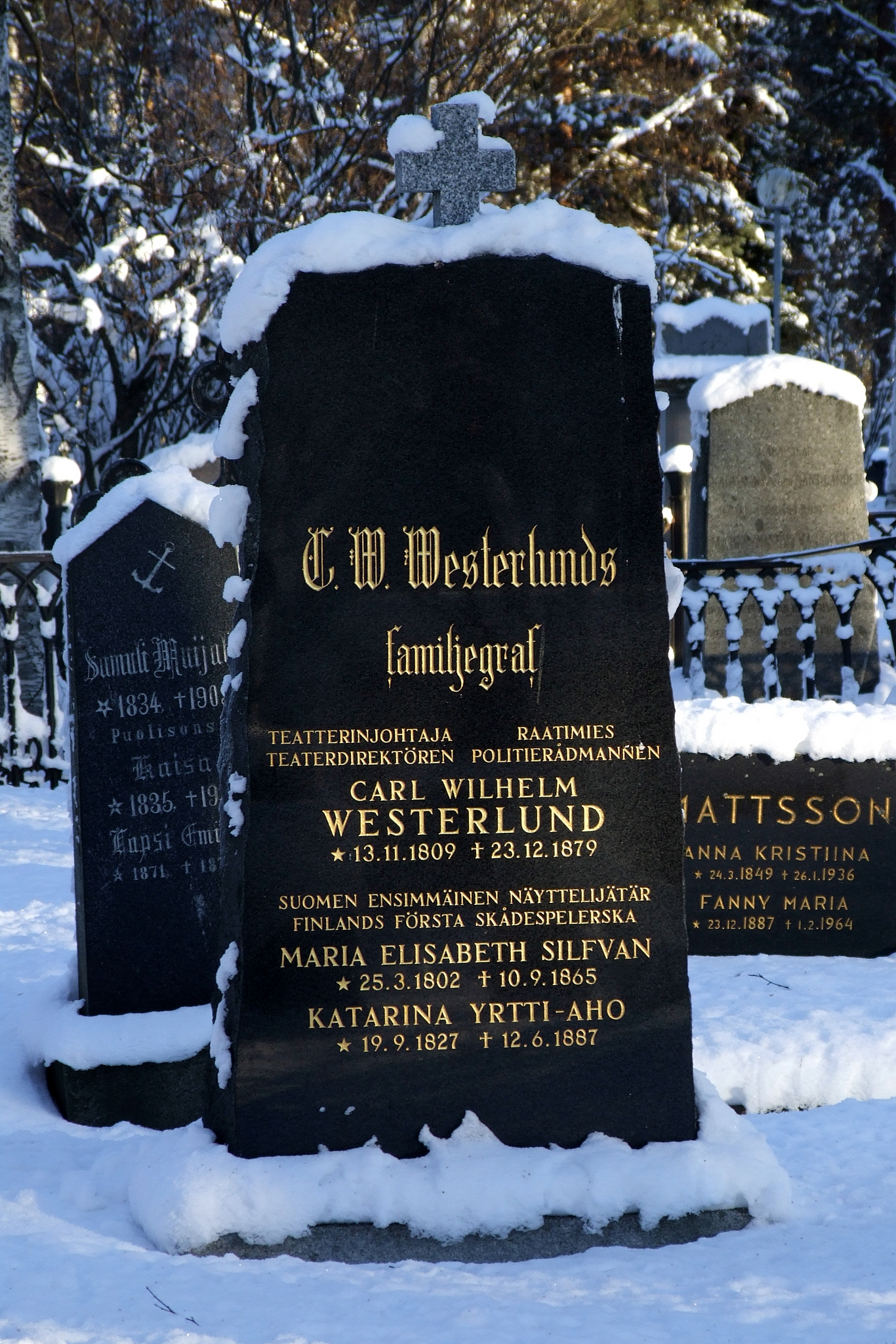
Tombe de Maria Silfvan.